# Asmara
Asmara er hovedstaden og største by i Eritrea. Den har 963.000(2020) indbyggere. Asmara voksede fra fire landsbyer grundlagt som handelsudposter i 1100-tallet til at blive hovedstad i den italienske koloni Eritrea i 1897. I slutningen af 1930'erne gjorde italienere store forandringer i Asmaras bybillede. Byen blev bygget op i Art deco-stil. En stor del af Asmaras bygningsmasse stammer fra denne tid og flere bygninger har stadigvæk italienske navne. Asmara er blevet kaldt for «Lille Rom» og «Italiens afrikanske by», dette kommer ikke kun på grund af arkitekturen, men også på grund af sporene af italiensk levevis med kaffebarer og pizza.

## Verdensarv i 2017
På grund af Asmaras modernistiske italienske byggestil (Art deco eller Style Moderne) blev byen erklæret for verdensarv i juli 2017.